# Prawo zachowania masy
Prawo zachowania masy – prawo przyrody opisujące zachowanie (pozostawanie stałą) wielkości fizycznej – masy w układzie zamkniętym i układzie izolowanym podczas przemian i oddziaływań fizycznych oraz reakcji chemicznych.

## Antyczne początki
Za prekursora tej zasady uznać można starożytnego filozofa Empedoklesa: „W przyrodzie nie powstaje nic, co może umrzeć; nie ma całkowitego unicestwienia; nie dzieje się nic oprócz zmian i rozpadu tego co połączone”.

## Prawo zachowania masy w mechanice klasycznej
W fizyce pojęcie masy jako wielkości zachowywanej i opisującej „ilość materii” zostało wprowadzone przez Newtona (1687 Philosophiae naturalis principia mathematica). W mechanice klasycznej masa ciała i układu ciał nie zmienia się podczas przemian i oddziaływań fizycznych, a masa układu jest sumą mas ciał wchodzących w jego skład (addytywność masy).

## Prawo zachowania masy w chemii
Zachowanie masy podczas reakcji chemicznych stwierdzili i prawo zachowania masy w chemii sformułowali, niezależnie od siebie Rosjanin Michaił Łomonosow (1756) i Francuz Antoine Lavoisier (1785).
Tradycyjne sformułowanie prawa zachowania masy w obrębie chemii:
„Łączna masa wszystkich substancji przed reakcją (tzw. substratów) jest równa łącznej masie wszystkich substancji powstałych w reakcji (tzw. produktów)” lub:
„Całkowita masa substancji uczestniczących w reakcji chemicznej pozostaje niezmienna”
dotyczy układu zamkniętego, ale niekoniecznie izolowanego i zakłada domyślnie nie tylko zachowanie masy, ale i jej addytywność:
„W reakcji chemicznej sumy mas produktów i substratów są sobie równe”.
Wynika ono stąd, że liczba atomów danego pierwiastka chemicznego podczas reakcji chemicznej i masa pojedynczego atomu nie zmieniają się, więc łączna masa atomów w układzie reakcyjnym po reakcji jest taka sama jak przed jej zajściem – (jest to tzw. mikroskopowa interpretacja prawa zachowania masy).

## Prawo zachowania masy współcześnie
W fizyce współczesnej, zgodnie ze szczególną teorią względności obowiązuje prawo zachowania całkowitej masy spoczynkowej układu izolowanego:
„Masa spoczynkowa układu nie ulega zmianie”.
Jednakże ze względu na to, że do masy spoczynkowej układu swój wkład wnoszą nie tylko masy spoczynkowe składników, ale też wszelkie formy energii wewnętrznej (równoważność masy i energii), w tym energia kinetyczna składników i energia potencjalna ich wzajemnych oddziaływań, masa spoczynkowa nie jest wielkością addytywną, tzn. masa spoczynkowa układu nie jest sumą mas spoczynkowych jego składników. W szczególności, w układzie odniesienia, w którym całkowity pęd układu jest zerowy (tzw. układ środka pędu), masa spoczynkowa układu jest równa sumie mas spoczynkowych jego składników, ich energii kinetycznych i energii ich oddziaływań.
Podczas przemian i oddziaływań fizycznych oraz reakcji chemicznych może zmieniać się struktura masy spoczynkowej układu, np. przez zmniejszenie sumy mas spoczynkowych jego składników i zwiększenie sumy ich energii kinetycznych (zmianę energii spoczynkowej w energię kinetyczną).
Dla układów zamkniętych, lecz nieizolowanych prawo zachowania masy spoczynkowej nie jest spełnione, gdyż następuje przepływ energii między układem a otoczeniem, co niesie za sobą zmianę masy spoczynkowej układu.
Jednakże podczas reakcji chemicznych wymieniane ilości energii są na tyle małe, że zmiana masy układu nie jest wykrywalna standardowymi metodami, stąd przyjmuje się stałość masy układu reakcyjnego.
Przemiana 1 g masy (energii) spoczynkowej na energię kinetyczną daje energię Δm·c2 = 9·1010 kJ. Trudny do zmierzenia deficyt masy rzędu 0,000001 (10−6) jednostki masy atomowej odpowiada ok. 90 MJ/mol, czyli 90000 kJ/mol, a więc około 100 do 1000 razy więcej niż energia typowej reakcji chemicznej.

### Odmienna interpretacja
Niektórzy fizycy sądzą, że aby można było stwierdzać „zachowanie masy”, nie wystarczy pozostawanie jej stałą w układzie izolowanym, ale konieczna jest jej addytywność – musi zachowywać się suma mas spoczynkowych składników układu (tak rozumiał je Newton). Takie definiowanie prawa zachowania masy prowadzi ich do wniosku, że według fizyki współczesnej „masa spoczynkowa nie jest zachowana, nie istnieje zasada zachowania masy spoczynkowej”.